# 嘉禾县
嘉禾县位于中华人民共和国湖南省南部，为郴州市辖县。全境处南岭山脉北麓；辖域总面积699.16平方公里，位居全省县市的第84位，常住人口約35万人。县人民政府驻珠泉镇。

## 历史
明朝崇祯十二年（1639年），析桂阳州西南之禾仓堡置，治设禾仓堡。《南岳志》卷十引《湘衡稽古》云“今桂阳县北有淇江，其阳有嘉禾县。相传炎帝之世，天降嘉禾，帝拾之以教耕，以其地为禾仓。后置县，因名嘉禾。”这就是嘉禾县名出处。明崇祯十六年（1643年），张献忠占领长沙、衡州后，嘉禾为刘新宇起义军余部占领。清顺治四年（1647年），清平南王尚可喜占领桂阳州，张献忠领兵转移，嘉禾入清版图；次年，南明永明王袭取嘉禾。顺治九年，明兵败走，嘉禾复归清，属衡州府。雍正十年（1732年），嘉禾属桂阳直隶州。
民国元年（1912年），湖南撤府州建道制，嘉禾属衡永郴桂道。民国27年，属第八行政督察区。民国二十九年（1940年），湖南改原第八行政督察区为第三区，嘉禾属之。1949年，嘉禾隶属郴县专区。1950年11月郴县专区改名郴州专区，1952年11月并入湘南行政区；1954年7月恢复设置郴县专区；1960年郴县专区复名郴州专区，1979年3月，郴州专区改名郴州地区，嘉禾从属之。1994年12月，郴州地区改设郴州市，嘉禾属郴州市。

## 人口
根據第七次人口普查數據，截至2020年11月1日零時，嘉禾縣常住人口343169人。
2010年，全县常住人口为296,017人（2010普查），居全省第73位；年末户籍总人口40.45万人（2011年）。

## 交通
- 357国道过境。

## 经济
2011年，全县GDP总量85.01亿元，人均28,612元；全年总财政收入64,658万元，其中一般预算收入35,938万元；农村居民人均纯收入6,694元，城镇居民人均可支配收入15,652元。

## 行政区划
嘉禾县下辖9个镇、1个乡：
珠泉镇、塘村镇、袁家镇、行廊镇、龙潭镇、石桥镇、坦坪镇、广发镇、晋屏镇和普满乡。
嘉禾县在2012年4月乡级区划调整前，下辖8镇9乡共计17个乡镇。2012年4月，将其中8个乡镇进行调整，撤并为4乡镇；调整后全县共有8镇5乡共计13个乡镇。
| 嘉禾县2012年乡级行政区划调整 |        |             |                                              |        |      |            |
| 区划名称                     | 面积   | 人口 (万人) | 调整变更                                     | 行政村 | 社区 | 驻地       |
| 珠泉镇                       | 131.56 | 10.18       | 城关镇、钟水乡、石羔乡、莲荷乡成建制合并设立 | 38     | 9    | 人民北路   |
| 袁家镇                       | 52.41  | 3.18        | 泮头乡、袁家镇成建制合并                     | 24     | 4    | 上袁家     |
| 盘江乡                       | 35.86  | 3.72        | 云里村成建制划归广发乡                       | 12     | 1    | 井塘村新圩 |
| 广发乡                       | 68.36  | 1.27        | 自盘江乡成建制划入云里村                     | 23     | 1    | 发圩场     |

## 政治

### 现任领导
| 机构     | 嘉禾县人民政府 县长 | · 中国共产党 · 嘉禾县委员会 · 书记 | 嘉禾县人民代表大会 常务委员会 主任 | · 中国人民政治协商会议 · 嘉禾县委员会 · 主席 |
| -------- | ------------------- | ---------------------------------- | ---------------------------------- | -------------------------------------------- |
| 姓名     | 袁章中              | 黄仲                               | 李资兵                             | 何翔凤                                       |
| 民族     | 汉族                | 汉族                               | 汉族                               | 汉族                                         |
| 出生地   | 湖南省临武县        |                                    | 湖南省嘉禾县                       | 湖南省嘉禾县                                 |
| 出生日期 | 1974年5月（50歲）   |                                    | 1971年4月（53歲）                  | 1967年1月（58歲）                            |
| 就任日期 | 2021年6月           | 2021年7月                          | 2021年7月                          | 2016年9月                                    |